# Синайская православная церковь
Сина́йская правосла́вная це́рковь, другие варианты — Сина́йская архиепископи́я, Православная церковь горы Синай (греч. Ορθόδοξη Εκκλησία του Όρους Σινά) — древнейшая и самая малочисленная автономная православная церковь, входит в состав Иерусалимского патриархата. Возглавляется архиепископом Синайским, Фаранским и Раифским, который одновременно является игуменом монастыря Святой Екатерины.

## История
Христианство на Синайском полуострове появилось не позднее III века. Довольно рано в этих краях появляются и первые монахи-отшельники. 14 января 305 года, во время гонения Диоклетиана, были арестованы пять первых мучеников в районе горы Синай и Раифа. Сначала монахи и христиане Синая были под омофором епископов Фарана и епископов Айлы, — первым из них упоминается Петр, один из отцов I Вселенского собора.
О древности Синайской архиепископии свидетельствуют материалы Халкидонского собора где в «Чине митрополий и архиепископий апостольского престола Святого Града» на 24-м месте упоминается архиепископия «горы Синая».
Пятый Вселенский Собор числит Синайскую архиепископию в ранге автокефальных церквей в силу данных императором Юстинианом привилегий монастырю Святой Екатерины.
В 681 году, когда епископ Фаранский был лишён кафедры за монофелитство, епископская кафедра была перенесена в монастырь святой Екатерины и его игумен стал епископом Фарана, а чуть позже в его подчинение перешла епархия Райто (Раифа). В начале VIII века все христиане Синайского полуострова находились под юрисдикцией синайского архиепископа.

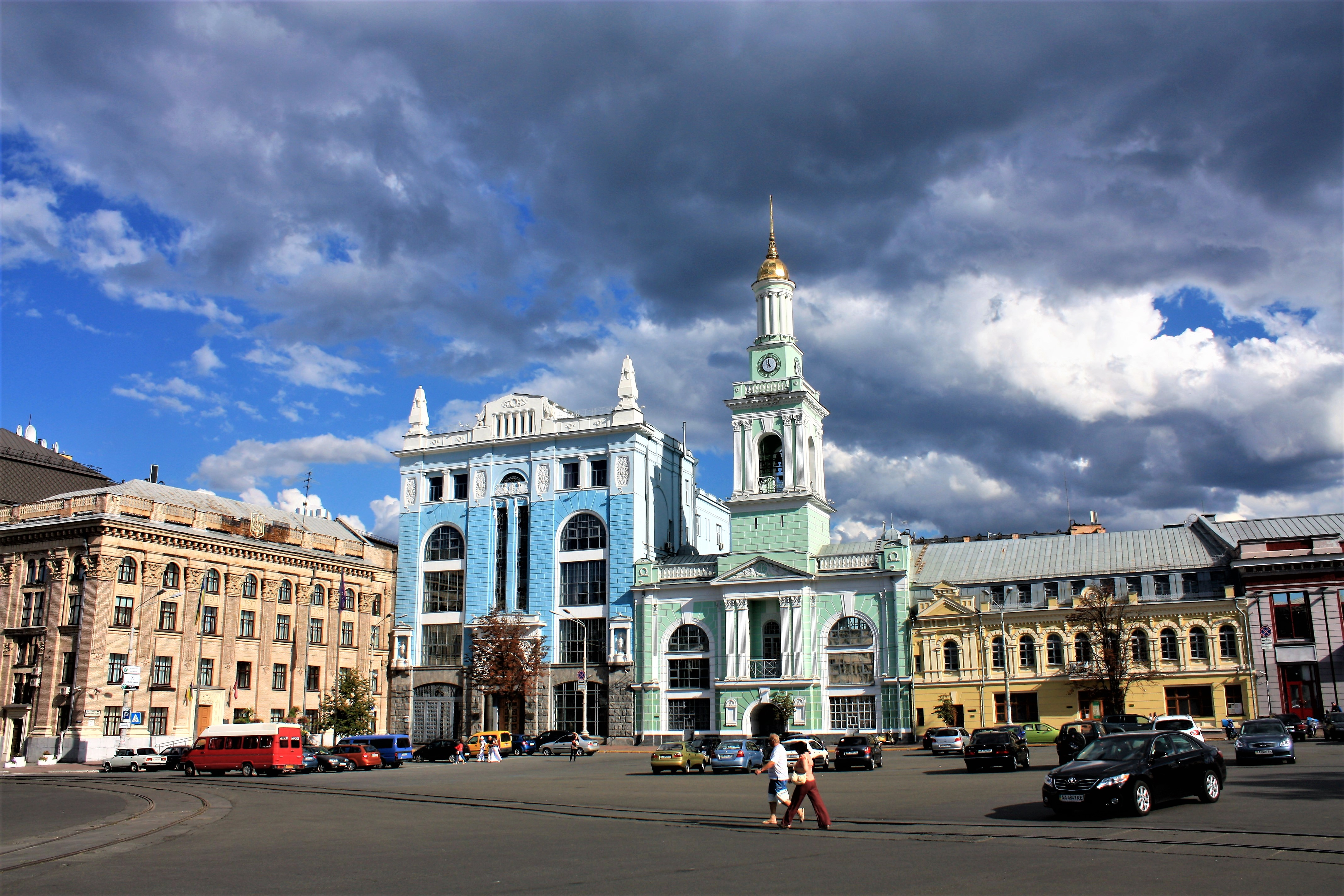
Храм Святой Великомученицы Екатерины — c 1747 по 1926 год подворье Синайской архиепископии в Киеве

Рукоположение синайского архиепископа с VII века совершает иерусалимский патриарх (его имя всегда возносится за богослужением в монастыре), в юрисдикцию которого монастырь перешёл в 640 году после завоевания Египта мусульманами и возникшими вследствие этого затруднениями в общении с константинопольским патриархатом.
В XIV веке в Синайскую архиепископию кроме главного монастыря входило ещё свыше десятка больших монастырей, которые были уничтожены в 1400 году во время нашествия войск правителя Египта Малик-Тахара, — тогда смогли уцелеть только главный монастырь святой Екатерины и монастырь в Раифе.
Официально автономия от Константинопольского Патриархата была получена только в 1575 году (подтверждена в 1782 году).
В XIX — начале XX веков церковь имела подворья в Российской Империи — Бессарабии, Киеве и Тифлисе.
На 1986 год Синайская православная церковь насчитывала около 900 человек.

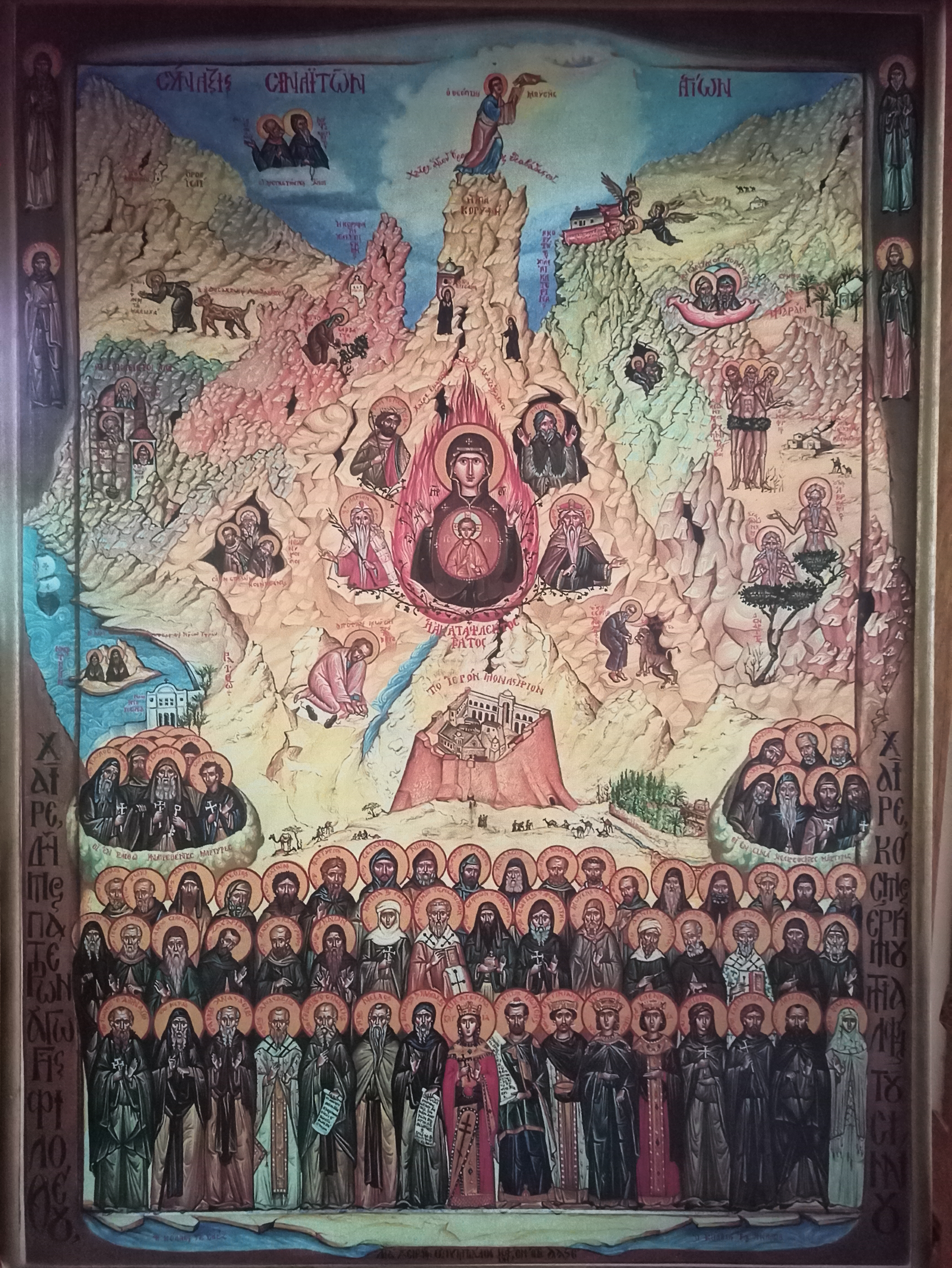
Собор синайских святых

## Современное состояние
Синайская церковь состоит из монастыря Святой Екатерины на Синайском полуострове и ряда подворий: 3-х в Египте и 14-ти вне Египта: 9-ти — в Греции, 3-х — на Кипре, 1-го — в Ливане и 1-го — в Турции (Стамбул). Крупнейшим подворьем архиепископии считается подворье «Джувани» в Каире (на подворье официально проживали многие из Синайских архиепископов).
Предстоятель с 1973 года — высокопреосвященнейший Дамиан (Самартзис).
Сегодня, в дополнение к 20 монахам в общине, в эту церковь входят несколько сотен бедуинов и рыбаков, которые живут на Синае. Со времени израильского вторжения в 1967 году, возможно, самой большой проблемой, стоящей перед общиной, было поддержание подлинного монашеского образа жизни, имея дело с массовым притоком туристов. Эта проблема сохранялась и после возвращения региона Египту в 1982 году, в дополнению к резкому увеличению населения этого района.